# Encheliophis gracilis
Encheliophis gracilis is een straalvinnige vissensoort uit de familie van parelvissen (Carapidae). De wetenschappelijke naam van de soort is voor het eerst geldig gepubliceerd in 1856 door Bleeker.